# Schloss Zwickledt

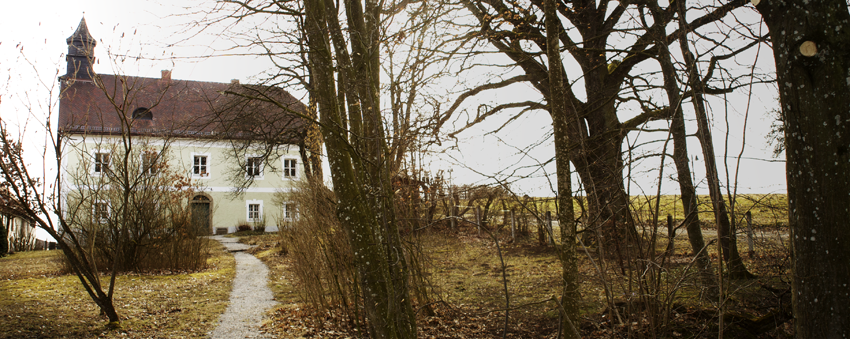
Schloss Zwickledt in Oberösterreich

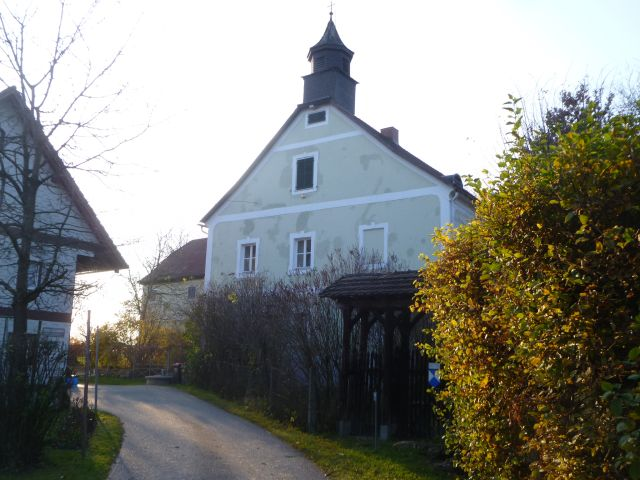
Schloss Zwickledt: Ostseite

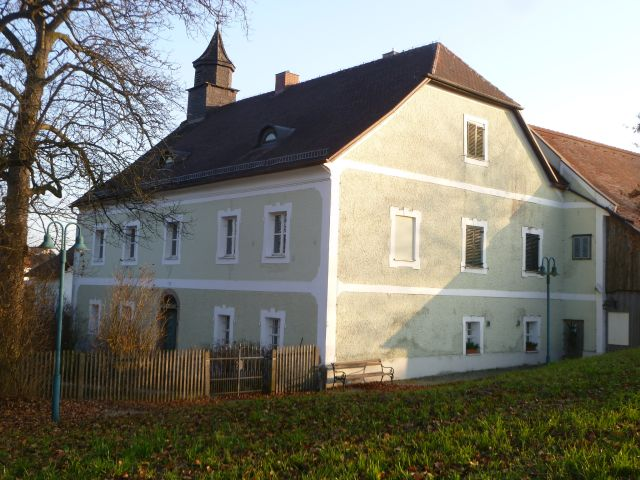
Schloss Zwickledt: Westseite

Schloss Zwickledt liegt etwa 2,5 km östlich von Wernstein am Inn in Oberösterreich nahe der nach Schärding führenden Landesstraße 506.

## Geschichte
Über das Schloss bzw. den Freisitz Zwickledt sind nur spärliche historische Daten vorhanden. Aufgrund der ersten Nennung ist zu vermuten, dass es der Herrschaft Neuburg zugehörig war. 1576 schenkte Graf Julius von Salm und Neuburg am Inn seinem Verwalter Leonhard Schmelzing das Schlössl samt zugehörigen zehn Häusern. Kaiser Maximilian II. erhob im gleichen Jahr den Leonhard und seinen Bruder Bernhard in den Adelsstand, wobei der Familie 1645 das Adelsprädikat „von Wernstein“ zugesprochen wurde. Die Familie derer von Schmelzing blieb bis 1852 Besitzer von Zwickledt. Dann wechselten die Besitzer relativ schnell: Am 13. Juni 1852 kam der Besitz an Ludwig und Rosa Völkl. Ihnen folgten 1858 Josef Tornton, 1872 Josef und Maria Poth, 1873 Josef Klammer, 1875 Moriz Hoch, 1894 Armand Hoch, 1900 Eduard Freiherr von Müller-Hörnstein und 1905 Georg Matzinger. 1906 wurde das Schlösschen von Alfred Kubin und Hedwig Kubin erworben, die beide dort bis zu ihrem Lebensende 1948 (Hedwig) bzw. 1959 (Alfred) wohnen blieben.

## Gegenwart
Das Schloss ist ein einfacher zweigeschoßiger Bau mit einem auf der Ostseite des Nordtraktes (dem Wohnbereich des Künstlers) aufgesetzten kleinen Türmchen. Die Laibungen der Fenster sind herausgehoben, die gewölbte Eingangstür ist in Stein gefasst. Der Bau ist von einem wild-romantischen Garten umgeben, in dem auch ein kleiner Teich zu finden ist, der von Kubin als „Tümpel von Zwickledt“ verewigt worden ist. Eine Wehranlage war nie vorhanden. 
In dem Haus ist nun eine Alfred-Kubin-Gedenkstätte – das Kubin-Haus – durch das Land Oberösterreich eingerichtet worden. Der Wohnbereich ist so belassen, wie er von Kubin genutzt wurde. Ein großzügig gestalteter und unter dem Dach liegender Ausstellungsraum kann multifunktionell genutzt werden.